# ボブ・ブラッドリー
ロバート・フランク・"ボブ"・ブラッドリー（Robert Frank "Bob" Bradley, 1958年3月3日 - ）は、アメリカ合衆国ニュージャージー州エセックス郡モントクレア出身の元サッカー選手、現サッカー指導者。

## 経歴
1981年、22歳の時にオハイオ大学でサッカー指導者としてのキャリアを開始する。1983年、彼の前のアメリカ代表監督だったブルース・アリーナに誘われ、バージニア大学で彼の元でアシスタントコーチを務める。1984年、プリンストン大学で監督に就任。同大学を11年にも亘り指導する。
1996年、新しくスタートしたメジャーリーグサッカー(MLS)のD.C. ユナイテッドで再びブルース・アリーナの元でアシスタントコーチを務める。
1998年、新しくMLSに加入したシカゴ・ファイアーの監督に就任。チームをMLSカップとUSオープンカップの2冠に導き、その年のMLSのコーチ・オブ・ザ・イヤー（年間最優秀監督）を受賞する。
その後、メトロスターズ（現ニューヨーク・レッドブルズ）、チーヴァスUSAの監督を歴任。チーヴァスUSAでは前年最下位だったチームをプレーオフまで導き、自身2度目となるコーチ・オブ・ザ・イヤー（年間最優秀監督）を受賞した。
2006年12月、2006 FIFAワールドカップでの成績の責任を取り退任したブルース・アリーナの後任としてアメリカ代表監督に就任。2007年6月にアメリカで行われた2007 CONCACAFゴールドカップで見事に4回目の優勝を果たし評価を高めるが、その直後に行われたベネズエラで行われたコパ・アメリカ2007ではグループリーグ全敗で終えて批判を受ける。
2009年6月、北中米代表としてFIFAコンフェデレーションズカップ2009に出場。グループリーグを辛くも突破し、準決勝でスペインを撃破。決勝でもブラジルを相手に2点をリードしあと一歩のところまで追い詰めたものの、2-3で敗れた。
2010 FIFAワールドカップでは一時グループリーグ敗退の危機もあったが、最終的にはグループリーグを1位突破してベスト16を成し遂げる。2010年8月、契約を4年延長した。
2011 CONCACAFゴールドカップでの低パフォーマンスが要因で、2011年7月28日にアメリカ合衆国サッカー連盟により解任された。
同年9月14日、エジプト代表監督への就任が決定した。しかし、2014 FIFAワールドカップ・アフリカ3次予選においてガーナとの一戦で2試合合計スコア3-7と敗北しワールドカップ出場権を獲得出来ず解任された。
2014年1月2日、ノルウェーのスターベクIFの監督に就任。
2015年11月10日、リーグ・ドゥのル・アーヴルACと契約を結んだ。
2016年10月3日、スウォンジー・シティAFCの監督に就任した。
2017年7月27日、2018年からMLSに参戦するロサンゼルスFCの監督に就任することが発表され、翌年1月1日に就任した。
2019年シーズンでは、リーグ1位となり、サポーターズ・シールドを獲得した。

## 人物
- サッカー選手のマイケル・ブラッドリーは実子。2006年から2011年まで在任していたアメリカ代表では父親が監督、息子が選手という形で活躍していた。また同じくサッカー選手のアンディ・ローズは義理の息子（娘婿）である。
- ブラッドリーには2人の弟がいる。2歳年下のスコットは1980年代にシアトル・マリナーズに在籍した経験を持つ元メジャーリーガーであり、年齢差は不明だがもう一人の弟ジェフはスポーツ雑誌ESPN The Magazineの記者である。

## タイトル

### 指導者時代
シカゴ・ファイアー
- MLSカップ:1回（1998）
- USオープンカップ:2回（1998、2000）

ロサンゼルスFC
- サポーターズ・シールド:1回（2019）

アメリカ合衆国代表
- CONCACAFゴールドカップ:1回（2007）

個人
- MLS年間最優秀監督:3回（1998、2006、2019）

## 監督成績
2016年12月27日現在
| シカゴ・ファイアー      | 1997年10月30日 | 2002年10月5日  | 195 | 109 | 20  | 66  | 055.90 |
| メトロスターズ          | 2002年10月21日 | 2005年10月4日  | 100 | 36  | 26  | 38  | 036.00 |
| チーヴァスUSA           | 2005年11月23日 | 2006年12月8日  | 35  | 11  | 14  | 10  | 031.43 |
| アメリカ代表            | 2006年12月8日  | 2011年7月28日  | 80  | 43  | 12  | 25  | 053.75 |
| エジプト代表            | 2011年9月14日  | 2013年11月20日 | 36  | 24  | 5   | 7   | 066.67 |
| スターベクIF            | 2014年1月3日   | 2015年11月10日 | 72  | 38  | 11  | 23  | 052.78 |
| ル・アーヴルAC          | 2015年11月10日 | 2016年10月3日  | 37  | 17  | 10  | 10  | 045.95 |
| スウォンジー・シティAFC | 2016年10月3日  | 2016年12月27日 | 11  | 2   | 2   | 7   | 018.18 |
| ロサンゼルスFC          | 2018年1月1日   |                |     |     |     |     |        |
| 合計                    | 合計           | 合計           | 566 | 280 | 100 | 186 | 049.47 |